# 蒙蒂尼拉雷勒
蒙蒂尼拉雷勒（法語：Montigny-la-Resle，法語發音：[mɔ̃tiɲi la ʁɛl]）是法国勃艮第-弗朗什-孔泰大区约讷省的一个市镇，属于欧塞尔区。

## 地理
蒙蒂尼拉雷勒（47°51'57"N, 3°40'48"E）面积16.19 平方千米，位于法国勃艮第-弗朗什-孔泰大區约讷省，该省份为法国中北部内陆省份，西接卢瓦雷省，西北接塞纳-马恩省，南至涅夫勒省，东临科多尔省，东北与奥布省接壤。
与蒙蒂尼拉雷勒接壤的市镇（或旧市镇、城区）包括：鲁夫赖、布莱尼勒卡罗、埃里、利尼奥雷勒、沃努斯、圣萨尔沃新城。
蒙蒂尼拉雷勒的时区为UTC+01:00、UTC+02:00（夏令时）。

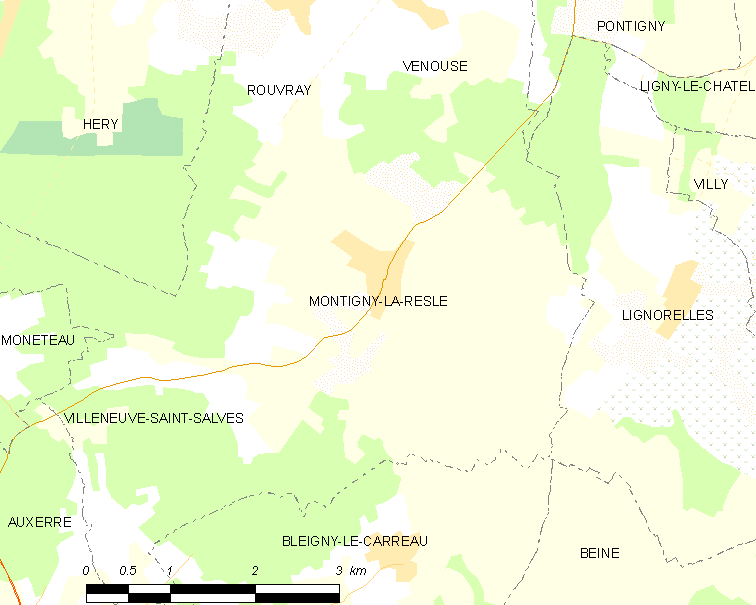
蒙蒂尼拉雷勒的OSM定位图

## 行政
蒙蒂尼拉雷勒的邮政编码为89230，INSEE市镇编码为89265。

## 政治
蒙蒂尼拉雷勒所属的省级选区为沙布利县。

## 人口

1962-2008年间蒙蒂尼拉雷勒人口变化图示

蒙蒂尼拉雷勒于2022年1月1日时的人口数量为582人。